# 파이로테크닉스

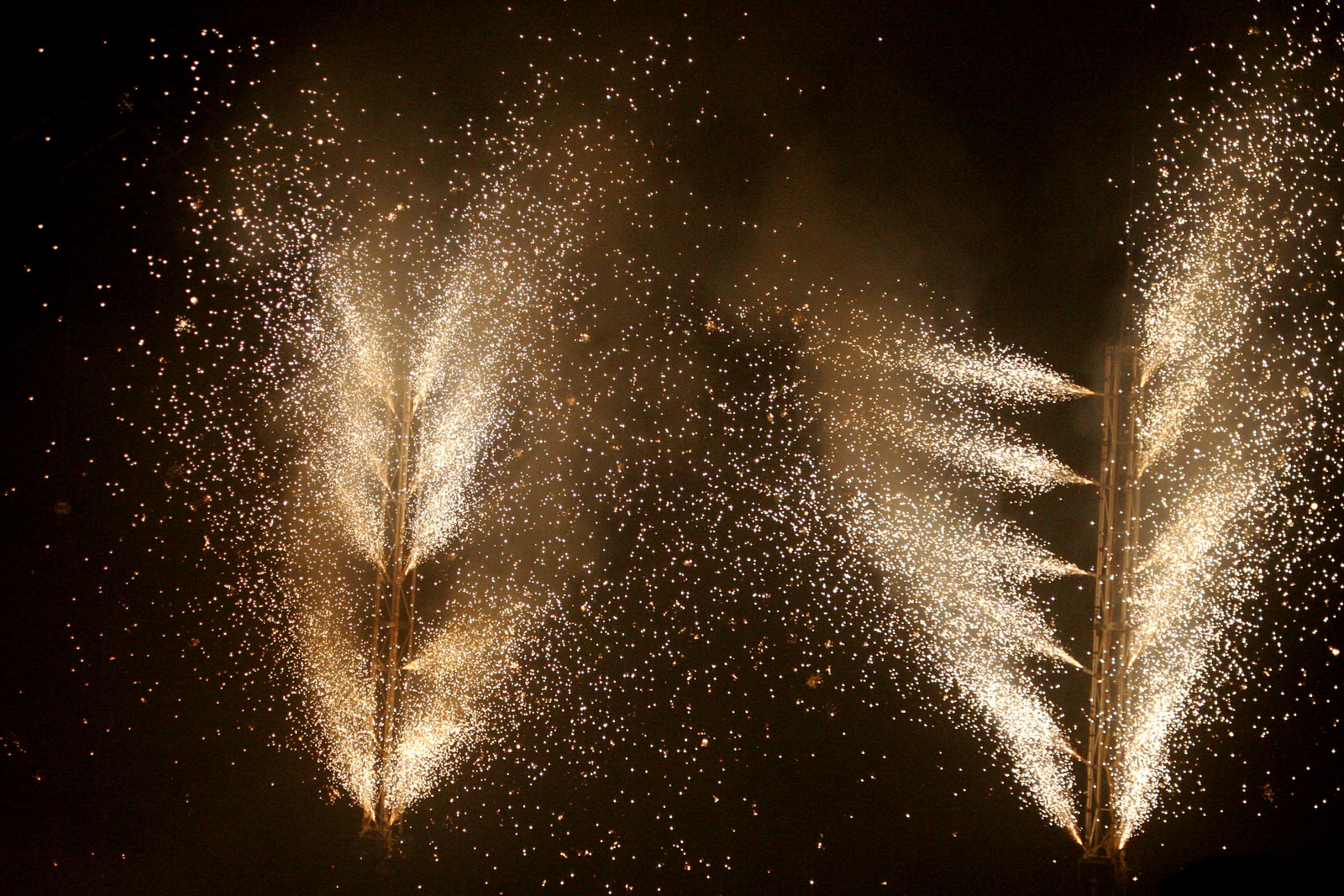
연예계에서 사용되는 파이로테크닉 거브(pyrotechnic gerb)

파이로테크닉스(pyrotechnics)는 불꽃놀이, 안전 성냥, 산소 양초, 폭발성 볼트 및 기타 패스너, 자동차 에어백 부품은 물론 채광, 채석 및 철거 시 가스 압력 폭발 등을 만드는 과학이자 기술이다. 열, 빛, 가스, 연기 및 소리를 생성하기 위한 자립적인 발열 화학 반응에 의존한다. 이 용어는 그리스어 pyr("불")와 tekhnikos("예술로 만든")에서 유래되었다.
파이로테크닉스를 부적절하게 사용하면 불꽃사고가 발생할 수 있다. 불꽃 장치의 안전한 보관, 취급 및 기능을 담당하는 사람을 파이로테크니션이라고 한다.

## 같이 보기
- 불꽃놀이